# Tratado de Hannover

Coaliciones en Europa entre 1725 y 1730. Los firmantes del Tratado de Viena de abril de 1725 en azul y los firmantes del Tratado de Hanover de septiembre de 1725 en rojo. Prusia, en marrón, al principio se unió a la Alianza de Hanover, pero después cambió de bando tras el Tratado de Berlín de diciembre de 1728

El tratado de Hannover fue un acuerdo de alianza militar defensiva firmado el 3 de septiembre de 1725 entre Gran Bretaña, Francia y Prusia, a la que posteriormente se adhirieron las Provincias Unidas de los Países Bajos (1726), Suecia y Dinamarca (1727). La alianza se formó en respuesta al tratado de Viena del 30 de abril de 1725, en el que la Monarquía de España y el Sacro Imperio Romano Germánico pactaron el final diplomático de la Guerra de Sucesión Española y, entre otras cosas, su colaboración para restituir a España Gibraltar y Menorca que tras la paz de Utrecht habían quedado en poder británico.

## El tratado
En la firma del acuerdo, ocurrida en Hanóver el 3 de septiembre de 1725, estuvieron presentes Charles Townshend, secretario de estado de Jorge I de Gran Bretaña, François-Marie de Broglie, militar y embajador de Luis XV de Francia en Gran Bretaña, y John Christopher de Wallendrodt, ministro de estado de Federico Guillermo I de Prusia. 
Según los términos del acuerdo, los firmantes se comprometían a asistirse mutuamente en la defensa de sus territorios en caso de que fuesen atacados por otro país no perteneciente a la alianza durante un periodo de 15 años. El tratado contenía también tres artículos separados en los que se hacía referencia a los tumultos ocurridos el año anterior en Toruń, en los que un enfrentamiento religioso había sido duramente reprimido por las autoridades polacas.

## Adhesiones posteriores
Las Provincias Unidas se adhirieron posteriormente a la alianza así formada, según un acta otorgada en La Haya el 9 de agosto de 1726 por los delegados de los Estados Generales de los Países Bajos. Los reyes de Suecia, Federico I y Ulrica Leonor, firmaron igualmente el tratado por intermediación de sus embajadores en Estocolmo el 14 de marzo de 1727, incluyendo una cláusula en la que quedaba acordado que las tropas suecas no intervendrían en España o Italia. Federico IV de Dinamarca se adhirió a la alianza el 16 de abril de 1727 en Copenhague.